# ホープミルズ (ノースカロライナ州)
ホープミルズ（英: Hope Mills）は、アメリカ合衆国ノースカロライナ州の中部カンバーランド郡の町である。2010年国勢調査での人口は15,176 人だった。1960年以降に人口が急増して来ており、2000年から2010年の10年間増加率では35%だった。

## 歴史
ホープミルズは1891年に町として認証されたが、その歴史は1766年まで遡ることができる。そのころは水力をいかすことができ、木材が豊富だったので、伐採場、製材所、製粉所ができ、陶器製造業も生まれていた。1839年、ホープミルズ・ダムからの水力で動かす最初の製糸工場が完成し、町にとって新しい時代の始まりとなった。町の歴史遺産の大半と、町の名称そのものがそれに続いた綿糸産業に拠っている。

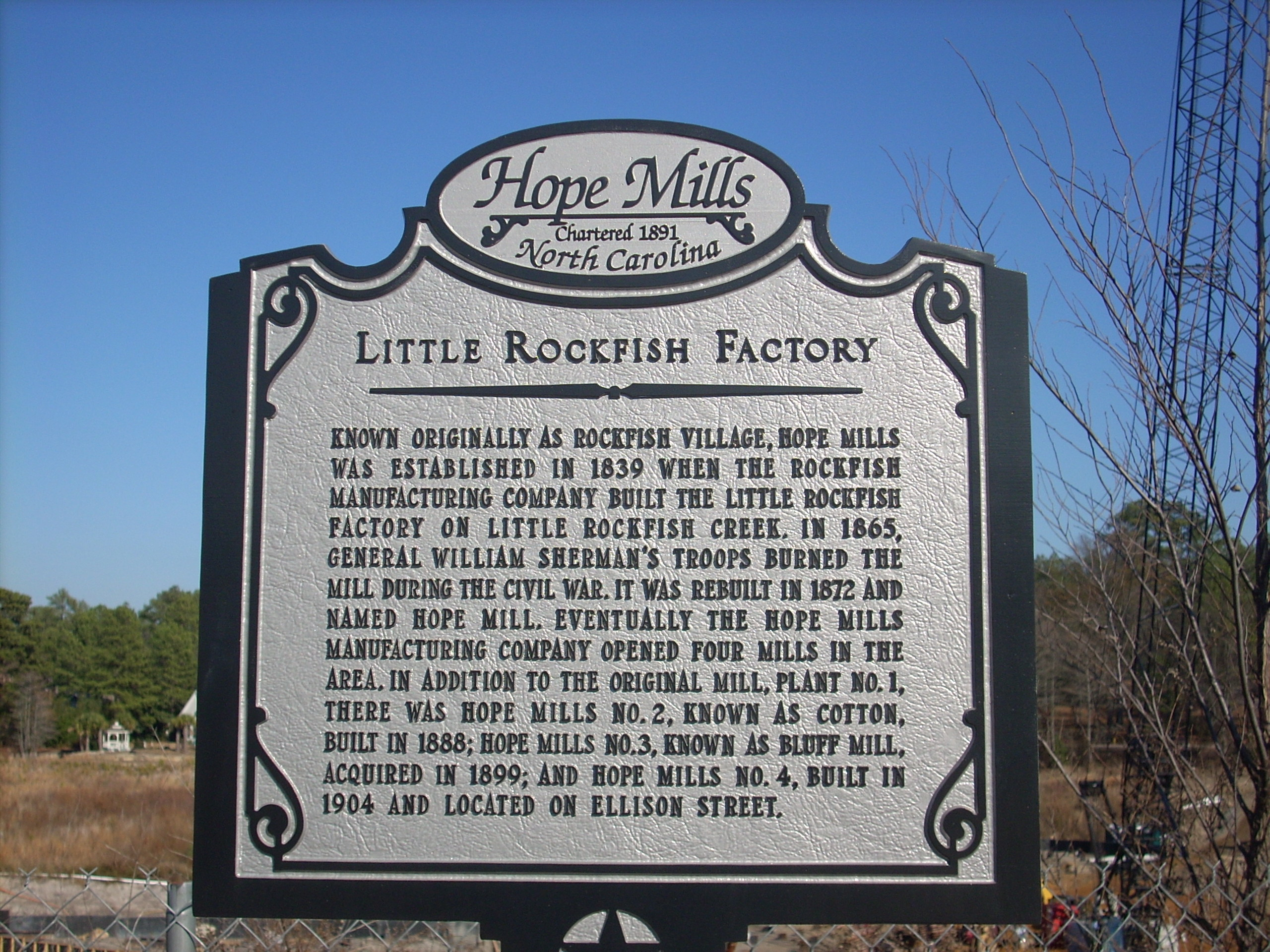
リトルロックフィッシュ工場の歴史標識

ホープミルズと呼ばれるようになる以前はリトルロックフィッシュ・ビレッジ、またホープミルズ・ナンバーワンと呼ばれていたこともあった。
土地の綿糸工場を始め多くの建物が、南北戦争のときにウィリアム・シャーマン将軍の軍隊によって焼かれた。
ビッグロックフィッシュ長老派教会とホープミルズ歴史地区が、アメリカ合衆国国家歴史登録財に指定されている。

## 今日のホープミルズ
ホープミルズの町は小さいが、住民には様々な住民サービスとレクリエーション機会を提供している。町中に公共公園やレクリエーション施設がある。これらの施設は、歩道からテニスコートまで幅広い活動を提供できる。町は独自の警察署、消防署を持っており、4つの総合病院からはほんの数分離れているだけである。新しい郡立図書館が、夏季読書プログラムや公共集会所など多くの特殊サービスを提供している。5つあるショッピングセンター、歴史ある中心街、郵便局、医院2つ、小学校5校中学校2校高校2校があり、さらに20以上の教会がある町で家族を育て、生活を楽しんでいる。

## 地理

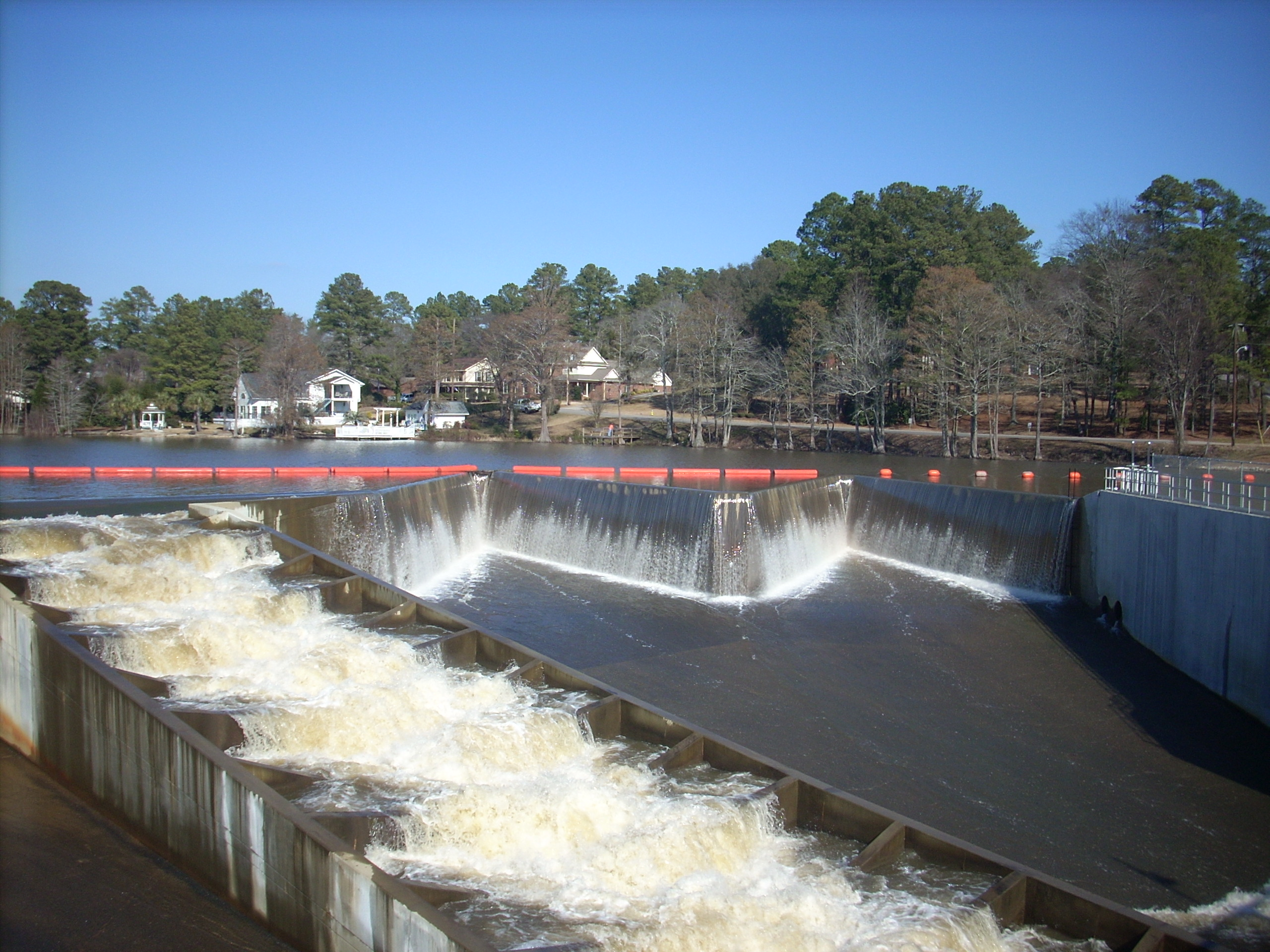
ホープミルズ・ダムと放水路

ホープミルズは、郡庁所在地ファイエットビルの南にある。座標は、北緯34度58分14秒 西経78度57分24秒 / 北緯34.97056度 西経78.95667度。町の中心にはリトルロックフィッシュ・クリークを堰き止めて造られたホープミルズ・ダムがあり、その上流にホープミルズ湖が造られた。リトルロックフィッシュ・クリークは南東に流れ、ケープフェア川の支流であるロックフィッシュ・クリークに合流する。
ノースカロライナ州道59号線（メインストリート）が町の中心を通っており、北8キロメートルでファイエットビルのアメリカ国道401号線に接続する。南は4キロメートルで州間高速道路95号線出口41番に繋がる。この出口41番の周りにある幾らかの土地は町域内に入るが、町の中心には接続されていない。
アメリカ合衆国国勢調査局に拠れば、町域全面積は7.0平方マイル (18.2km2)であり、このうち陸地6.9平方マイル (18.0 km2)、水域は0.08平方マイル (0.2km2)で水域率は1.40%である。この水域にはホープミルズ湖が含まれている。

## 人口動態
以下は2000年国勢調査による人口統計データである。
| 基礎データ - 人口: 11,237 人 - 世帯数: 4,112 世帯 - 家族数: 3,108 家族 - 人口密度: 712.4人/km2（1,844.6 人/mi2） - 住居数: 4,497 軒 - 住居密度: 285.1軒/km2（738.2 軒/mi2） 人種別人口構成 - 白人: 73.04% - アフリカン・アメリカン: 17.61% - ネイティブ・アメリカン: 2.03% - アジア人: 1.26% - 太平洋諸島系: 0.21% - その他の人種: 2.77% - 混血: 3.08% - ヒスパニック・ラテン系: 6.40% | 年齢別人口構成 - 18歳未満: 32.1% - 18-24歳: 8.2% - 25-44歳: 37.0% - 45-64歳: 16.8% - 65歳以上: 5.8% - 年齢の中央値: 31歳 - 性比（女性100人あたり男性の人口） - 総人口: 90.4 - 18歳以上: 85.9 世帯と家族（対世帯数） - 18歳未満の子供がいる: 46.4% - 結婚・同居している夫婦: 54.0% - 未婚・離婚・死別女性が世帯主: 17.4% - 非家族世帯: 24.4% - 単身世帯: 19.7% - 65歳以上の老人1人暮らし: 5.3% - 平均構成人数 - 世帯: 2.73人 - 家族: 3.13人 | 収入と家計（2000年データ） - 収入の中央値 - 世帯: 40,697米ドル - 家族: 44,866米ドル - 性別 - 男性: 34,120米ドル - 女性: 21,845米ドル - 人口1人あたり収入: 16,534米ドル - 貧困線以下 - 対人口: 7.8% - 対家族数: 5.7% - 18歳未満: 8.7% - 65歳以上: 13.7% |

### 先祖による構成
- アフリカ系：18%
- ドイツ系：13%
- アイルランド系：10%
- イギリス系：8%
- スコットランド・アイルランド系：4%
- イタリア系：3%
- スコットランド系：3%
- プエルトリコ系：3%
- フランス系：3%
- ネイティブ・アメリカン：2%
- ポーランド系：2%
- メキシコ系：2%
- ヒスパニック系、韓国系、ラムビー族、ノルウェー系、西インド諸島系（ヒスパニックを除く）、オランダ系、フランス系カナダ人、チェロキー族: 各1%

## 犯罪
2003年にFBIが記録した暴力犯罪件数は74件だった。殺人はゼロだった。暴力犯罪発生率は住民1,000人あたり6.2件だった。9年間の犯罪統計から、全体件数は減少傾向にあるが、暴力犯罪が増え、盗難が減っている。この傾向から2013年の犯罪率は2010年のものより低いことが予想される。2010年の暴力犯罪率は全国平均犯罪率より11.42%高かった。窃盗犯罪率は全国平均より129.31%高かった。2010年、ホープミルズの暴力犯罪率はノースカロライナ州の平均より23.76%高く、窃盗犯罪率も95.69%高かった。
ホープミルズの犯罪統計 – 概要報告書

| 2010年犯罪（実件数）と事故数: - 加重暴行: 39 - 放火: 7 - 押し込み強盗: 416 - 強姦: 1 - 窃盗: 494 - 自動車泥棒: 35 - 殺人: 0 - 強盗: 23 - 犯罪件数計: 1,010 - 窃盗犯罪計:945 - 暴力犯罪計: 63 | 2013年犯罪（実件数）と事故数: - 加重暴行: 51 - 放火: 2 - 押し込み強盗: 396 - 強姦: 2 - 窃盗: 417 - 自動車泥棒: 43 - 殺人: 0 - 強盗: 25 - 犯罪件数計: 919 - 窃盗犯罪計: 854 - 暴力犯罪計: 78 |

これらのデータは、該当年あるいは複数年についてFBIの「警察に届けられた犯罪の報告書」に拠っている。放火件数は別に報告されている。ゼロという数字はデータが得られなかった場合もありうる。前述の犯罪率は、実際に報告された前年までのデータから得られる傾向と犯罪データから得られた。ホープミルズの場合、2013年のデータはその前9年間の実データから得られた。実データがあるのは上の場合2010年のものが最新である。
FBIは、これらデータを使う場合に人口との対比のみで統計データを比較しないように求めている。ここに出したのは都市、州、あるいは報告された管轄内での犯罪に影響する全ての数値を今後検証する場合にのみ有効である。

## 教育
- ボールドウィン小学校[9]
- ロックフィッシュ小学校[10]
- コリア小学校[11]
- キャッシュウェル小学校[12]
- サウスビュー中学校[13]
- ホープミルズ中学校[14]
- サウスビュー高校[15]
- グレイズクリーク高校[16]

## 教会
- キリスト礼拝センター教会[17]
- ハイランド・バプテスト教会
- マナ・チャーチ・オブ・ホープミルズ、マナ教会メガ・チャーチと上級牧師マイケル・フレッチャーの5か所あるものの1つ[18]
- ロックフィッシュ長老派教会[19]、歴史的な墓地がある、国家歴史登録財
- ホープミルズ長老派教会[20]
- マーズヒル長老派教会[21]、礼拝は第2、第4、第5日曜日
- シャーウッド長老派教会[22]
- サウスビュー長老派教会[23]
- グッド・シェパード・カトリック教会[24]
- クロスローズ・ユナイテッド・メソジスト教会
- サウスビュー・バプテスト教会
- 第一バプテスト教会 ホープミルズ
- ライトハウス・バプテスト教会
- ビクトリー・バプテスト教会
- ユニティ・バプテスト教会
- 末日聖徒イエス・キリスト教会
- セントジュード・ミッショナリー・バプテスト教会
- ゴルフビュー・バプテスト教会
- ホープミルズ・チャーチ・オブ・ゴッド
- クライスト・エピスコパル教会
- フレンドシップ・バプテスト教会
- 使徒教会[25]
- ディバイン・エンパワーメント・インターナショナル[26]
- グレース・プレース・キリスト教教会